# 马内尔布
马内尔布（法語：Manerbe，法語發音：[manɛʁb] ⓘ）是法国卡尔瓦多斯省的一个市镇，属于利雪区。

## 地理
马内尔布（49°11'6"N, 0°10'28"E）面积18.27 平方千米，位于法国诺曼底大区卡爾瓦多斯省，该省份为法国西北部沿海省份，北濒大西洋英吉利海峡，东北与滨海塞纳省以海上边界相接，东临厄尔省，南至奧恩省，西与芒什省接壤。
与马内尔布接壤的市镇（或旧市镇、城区）包括：欧维拉尔、科坎维利耶、福尔芒坦、欧日地区蒙特勒伊、乌伊勒维孔特、勒普雷多日、拉罗克拜尼亚尔、圣代西尔、圣旺勒潘、勒托尔凯讷。

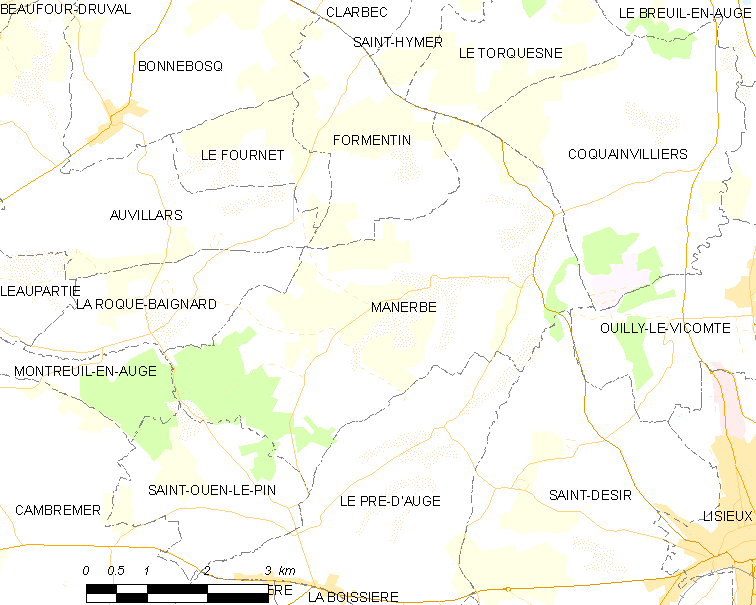
马内尔布的OSM定位图

马内尔布的时区为UTC+01:00、UTC+02:00（夏令时）。

## 行政
马内尔布的邮政编码为14340，INSEE市镇编码为14398。

## 政治
马内尔布所属的省级选区为梅济东瓦莱多日县。

## 人口

1962-2008年间马内尔布人口变化图示

马内尔布于2022年1月1日时的人口数量为545人。